# Théorème de Stolz-Cesàro
En mathématiques, le théorème de Stolz-Cesàro établit une condition suffisante d'existence de limite d'une suite. Un cas particulier de cette version discrète de la règle de l'Hôpital est le lemme de Cesàro.
Son nom vient des mathématiciens Otto Stolz et Ernesto Cesàro.

## Énoncé
Soient (un) et (vn) deux suites réelles, se trouvant dans l'un des deux cas suivants, :
- (cas 0/0) :  (vn) strictement décroissante, {\displaystyle \lim _{n\to \infty }u_{n}=\lim _{n\to \infty }v_{n}=0};
- (cas ∙/∞)[6] : (vn) strictement croissante et {\displaystyle \lim _{n\to \infty }v_{n}=+\infty }.

{\displaystyle {\rm {Si}}\quad \lim _{n\to \infty }{\frac {u_{n+1}-u_{n}}{v_{n+1}-v_{n}}}=\ell \in {\overline {\mathbb {R} }}\quad {\rm {alors}}\quad {\frac {u_{n}}{v_{n}}}\to \ell .}
L'énoncé reste vrai si un et ℓ sont des nombres complexes ou, plus généralement, des éléments d'un espace vectoriel normé.

## Reformulation
En posant an = un – un–1 et bn = vn – vn–1 dans le cas ∙/∞ et an = un – un+1 et bn = vn – vn+1 dans le cas 0/0, l'énoncé devient :

Soient (an) et (bn) deux suites réelles, avec bn > 0, et telles que
{\displaystyle {\frac {a_{n}}{b_{n}}}\to \ell \in {\overline {\mathbb {R} }}.}
- (Cas 0/0) : si les séries ∑an et ∑bn convergent alors {\displaystyle {\frac {\sum _{k=n}^{\infty }a_{k}}{\sum _{k=n}^{\infty }b_{k}}}\to \ell .}
- (Cas ∙/∞) : si ∑bn diverge alors {\displaystyle {\frac {\sum _{k\leq n}a_{k}}{\sum _{k\leq n}b_{k}}}\to \ell .}

## Exemples
Voici deux applications du cas ∙/∞.
- Le lemme de Cesàro s'obtient en posant bn = 1.
- Soit α > 0. Sachant que{\displaystyle \lim _{n\to \infty }{\frac {(n+1)^{\alpha }-n^{\alpha }}{n^{\alpha -1}}}=\lim _{n\to \infty }{\frac {(1+1/n)^{\alpha }-1}{1/n}}=\left({\frac {\rm {d}}{{\rm {d}}x}}x^{\alpha }\right)_{x=1}=\alpha ,}en posant{\displaystyle a_{n}=(n+1)^{\alpha -1}{\text{ et }}b_{n}=(n+1)^{\alpha }-n^{\alpha }}on trouve[9] :{\displaystyle \lim _{n\to \infty }{\frac {1^{\alpha -1}+2^{\alpha -1}+3^{\alpha -1}+\ldots +n^{\alpha -1}}{n^{\alpha }}}={\frac {1}{\alpha }}.}(Pour α entier, il s'agit du coefficient dominant du polynôme de la formule de Faulhaber.)

## Généralisations du cas∙/∞
- Soient (an) et (bn) deux suites réelles, avec bn > 0 et ∑bn = +∞. Alors, les limites inférieure et supérieure de (an/bn) encadrent celles de la suite des quotients de sommes partielles des deux séries[10] :{\displaystyle \liminf _{n\to \infty }{\frac {a_{n}}{b_{n}}}\leq \liminf _{n\to \infty }{\frac {\sum _{k\leq n}a_{k}}{\sum _{k\leq n}b_{k}}}\leq \limsup _{n\to \infty }{\frac {\sum _{k\leq n}a_{k}}{\sum _{k\leq n}b_{k}}}\leq \limsup _{n\to \infty }{\frac {a_{n}}{b_{n}}}.}
- Soient pn, k (n, k ∈ ℕ)  des réels positifs tels que{\displaystyle \forall n\in \mathbb {N} \quad \sum _{k}p_{n,k}=1}et s ↦ t la transformation linéaire sur les suites bornées définie par{\displaystyle t_{n}=\sum _{k=0}^{\infty }p_{n,k}s_{k}.}Une condition nécessaire et suffisante pour que cette transformation soit régulière, c'est-à-dire pour qu'elle vérifie{\displaystyle \lim _{n\to \infty }s_{n}=\ell \Rightarrow \lim _{n\to \infty }t_{n}=\ell \quad (*)}est[11] :{\displaystyle \forall k\in \mathbb {N} \quad \lim _{n\to \infty }p_{n,k}=0.}Dans le cas triangulaire inférieur, c'est-à-dire lorsque pn, k = 0 dès que k > n, la transformation s'étend aux suites non bornées, et si la condition de régularité est satisfaite alors l'implication (✻) est encore vraie pour ℓ = ±∞.